# Hubert Davans
Hubert Davans (Brugge, 6 juli 1946) is een Belgisch architect, gespecialiseerd in restauratie van bouwkundig erfgoed.

## Levensloop
Hubert Davans is een zoon van Leon Davans, ambtenaar bij de stad Brugge en van Louise Schaeverbeke (1921-2019). Hij trouwde in 1974 met Resie Delhaye, en ze kregen een zoon en een dochter.
Na humaniorastudies aan het Brugse Sint-Lodewijkscollege, studeerde hij aan de Gentse Sint-Lucasschool en behaalde het diploma van architect in 1970. Hij volgde onder meer de lessen van Firmin De Smidt.
Alvorens zich als zelfstandig architect in Brugge te vestigen, liep hij stage in Gent bij architect Roger Warie, voor restauraties, en in Varsenare bij architect Rik Scherpereel voor nieuwbouw.
Davans was voorzitter van de Culturele Kring Sint-Anna van 1981 tot 2002.

## Restauraties en verbouwingen
Davans was de eerste in Brugge die alvorens een ontwerp te maken voor restauratie, een architecturale en kunsthistorische studie opstelde met alle vindbare gegevens over de bouw en de opeenvolgende verbouwingen van het te restaureren of verbouwen gebouw. Hierdoor kregen zowel hij als de bouwheer en de controlerende overheid een beter inzicht in de logica van het ontwerp voor de uit te voeren restauratie. Dit werd in latere jaren voor iedereen een verplichte oefening bij elke restauratie.

### In Brugge (binnenstad)
- Hoogstraat 5, huis De Zonne - 1974 Zie: Geschiedenis en inventaris
- Hoogstraat 34, Rococowoning - 1974. Zie:Geschiedenis en Inventaris
- Hoogstraat 36, woonhuis - 1974. Zie: Geschiedenis en inventaris
- Gouden-Handstraat 1 & 5, woonhuizen - 1978. Zie: Geschiedenis en inventaris
- Spiegelrei 7, woonhuis - 1978. Zie: Geschiedenis en inventaris
- Verwersdijk 5, woonhuis - 1976. Zie: Geschiedenis en inventaris
- Jeruzalemstraat 37, woonhuis - 1979. Zie: Geschiedenis en inventaris
- Sint-Salvatorskoorstraat 3, gevel - 1979.
- Twijnstraat 3, woonhuis - 1979. Zie: Geschiedenis en inventaris
- Gouden-Handstraat 3, huis en tuinpaviljoen - 1981 & 1990. Zie: Geschiedenis en Inventaris
- Geldmuntstraat 30, handelshuis - 1983. Zie: Geschiedenis en inventaris
- Beenhouwersstraat 38 - 1983. Zie: Geschiedenis en inventaris
- Simon Stevinplein 13, handelshuis - 1983. Zie: Geschiedenis en inventaris
- Freren Fonteinstraat 14, woonhuis - 1983. Zie: Geschiedenis en Inventaris
- Oude Burg 24, woonhuis 'De Olifant' - 1984. Zie: Geschiedenis en Inventaris
- Vlamingstraat 17, handelshuis - 1985.
- Sint-Jorisstraat 16 & 18, woonhuis - 1986. Zie: Geschiedenis en inventaris
- Jakobinessenstraat 7, woonhuis - 1986. Zie: Geschiedenis en inventaris
- Europacollege, Gouden-Handstraat 4 - Torenbrug 2, verbouwen kliniek tot studentenverblijf - 1986. Zie: Geschiedenis en Inventaris
- Hooistraat 9, woonhuis - 1987. Zie: Geschiedenis en Inventaris
- Twijnstraat 5, woonhuis - 1987.
- Witte-Leertouwersstraat 47, woonhuis, 1987.
- Verwersdijk 21, woonhuis - 1987. Zie: Geschiedenis en inventaris
- Hooistraat 11-13, woonhuis - 1987.
- Ezelstraat 26, woonhuis - 1987. Zie: Geschiedenis en inventaris
- Hoefijzerlaan 21, hotel - 1989.
- Sint-Annakerk (Brugge), torenspits - 1989. Zie: Geschiedenis en Inventaris
- Sint-Gilliskoorstraat 19, woonhuis - 1989. Zie: Geschiedenis en inventaris
- Ganzenstraat 7, woonhuis - 1989. Zie: Geschiedenis en inventaris
- Biddersstraat 29-33, woonhuis - 1990. Zie: Geschiedenis en Inventaris
- Dudzeelsesteenweg, 464, duiventoren - 1990. Zie: Geschiedenis en Inventaris
- Sint-Annarei 22, woonhuis - 1991 & 2004.
- Ezelstraat 28, klokkentoren kerk paters Karmelieten - 1991. Zie: Geschiedenis en inventaris
- Markt 28, Huis de Gouden Mande - 1992 & 1993. Zie: Geschiedenis en Inventaris
- Spinolarei 21, woonhuis - 1994.
- Vlamingstraat 51, woonhuis - 1994. Zie: Geschiedenis en Inventaris
- Ezelstraat 28, kerk en klooster paters Karmelieten - 1995 en 2001. Zie: Geschiedenis en inventaris
- Burg, interieur beneden- en bovenkapel Heilig-Bloedbasiliek - 1995.
- Ontvangersstraat 2, woonhuis - 1995. Zie: Geschiedenis en inventaris
- Jozef Suvéestraat 21-23, winkel - 1995. Zie: Geschiedenis en inventaris
- Verwersdijk, 23-24, woonhuizen - 1996. Zie: Geschiedenis en inventaris
- Boeveriestraat 39, woonhuis - 1997. Zie: Geschiedenis en inventaris
- Vlamingstraat, 17, ambachthuis van de kuipers - 1998. Zie: Geschiedenis en inventaris
- Sint-Annarei 19, woonhuis - 1998.
- Twijnstraat 1, woonhuis - 1999.
- Dyver 11, Europacollege, inrichten computerzaal - 2000.
- Carmersstraat 79, woonhuis, 2001. Zie: Geschiedenis en Inventaris
- Jan van Eyckplein 8, woonhuis - 2001.
- Sint-Annakerk, buitengevels en daken - 2001 & 2004.
- Burg, stadhuis, interieur - 2001.
- Jan van Eyckplein 8, woonhuis - 2001.
- Langestraat 40 & 42, woonhuizen - 2003.
- Predikherenstraat 32, woonhuis - 2003.
- Simon Stevinplein 17 & 18, handelshuis - 2004.
- Philipstockstraat 19, gevel - 2004.
- Predikherenstraat 34, woonhuis - 2005.
- Molenmeers 32, woonhuis - 2010.
- Jan van Eyckplein 9, woonhuis - 2010.
- Sint-Annakerk, interieur - 2011.
- Minderbroedersstraat 26, gevels restaurant - 2011.
- Zwarte Leertouwersstraat 37 - woonhuis - 2011.
- Moerstraat 102, woonhuis - 2013. Zie: Beschrijving van de restauratie
- Vrijdagmarkt 3, woonhuis - 2013.
- Spinolarei 15, woonhuis - 2014.
- Sint-Niklaasstraat 16, woonhuis - 2014.

### Andere gemeenten
- Dudzele, Sint-Lenaertsstaat, 38, woonhuis - 1978. Zie: Geschiedenis en inventaris
- Assebroek, hoeve Het Leenhof - 1984. Zie: Geschiedenis en inventaris
- Moerkerke, kasteel van Moerkerke - 1993 & 1998.
- Waardamme, Denemetstraat 5, hoeve - 1993.
- Menen, Oude Leielaan 2, woonhuis - 1994
- Torhout, Markt, stadhuis - 1995. Zie: Geschiedenis en Inventaris
- Waardamme, Rooiveldstraat 62, hoeve - 1996.
- Torhout, Sint-Pieters-banden, toren en kerk - 2000.
- Zwevegem, Lettenhofstraat 2, hoeve - 2002.
- Wakken, Sint-Pieter en Catharinakerk - 2003, 2008, 2015-2016.
- Koolkerke, Sint-Niklaaskerk - 2003.
- Kachtem, Sint-Jan de Doperkerk, glasramen - 2005.
- Loppem, bijgebouwen van het kasteel van Loppem - 2006.
- Assebroek, Generaal Lemanlaan 36, woonhuis - 2006.
- Wijnendale, muren, poorten en jachttorens  van het kasteel van Wijnendale - 2007
- Loppem, hoeve 'Pastoriegoed' - 2007.
- Blankenberge, Complex Mamet, Molenstraat 19 - 2008 & 2017.
- Oeselgem, Sint-Martinuskerk - 2008.
- Pittem, Onze-Lieve-Vrouwkerk, restauratie toren - 2009. Zie: Geschiedenis en Inventaris
- Loppem, hoeve 'Evershof' - 2011.
- Loppem, poortgebouw en paviljoen van het kasteel van Loppem - 2010.
- Knokke-Heist, Villa Ter Wilgen - 2013.
- Pittem, Onze-Lieve-Vrouwekerk, daken - 2013.
- Loppem, kasteel van Loppem, gevels en daken - 2015.
- Wenduine, kerk van de H. Kruisverheffing - 2017.
- Loppem, 'Hof van Steelant', schuur - 2018.
- Sint-Pieters-op-de-Dijk, Vaartstaat, 51, belvédère - 2015.

## Nieuwbouw

### Woningen, (desgevallend met apotheek of kantoor)
- Kopstraat 6-8, Brugge.
- Pater Pirelaan 10 Oostende - 1973.
- Gemeneweideweg Noord 18, Sint-Kruis - 1973.
- Blankenbergsesteenweg 170, Brugge - 1974.
- Rijsenbergstraat 138, Gent - 1975.
- Driekoningenstraat 86, Torhout - 1975.
- Parmentielaan 63, Sint-Kruis - 1978.
- Warrenplein, 3, Brugge - 1979.
- Amazonestraat 18, Sint-Michiels - 1980.
- Weidepenningstraat 6, Sijsele - 1981.
- Lettenburgstraat 8, Zuienkerke - 1989.
- A. Ruzettelaan, Blankenberge - 1994.
- Grotemoerstraat 13, Oedelem - 1999.
- Eglantierstraat 37, Oostkamp - 2002.
- Aug. Derrestraat 68, Assebroek - 2006.
- Bisschopsdreef 39, Sint-Kruis - 2009.
- Sint-Gilliskoorstraat 15/17, Brugge - 2010.

### Sociale woningen
- Sint-Kruis, Haard en Kouter, Markgraafstraat, 34 sociale woningen - 1989.
- Menen, Ontvoogdingsstraat, 57 sociale appartementen - 1994.
- Sint-Kruis, Haard en Kouter, Markiesstraat, 29 sociale woningen - 1996.
- Lissewege, Vivendo, Lisseweegs Vaartje, 16 sociale woningen - 2012.
- Sint-Kruis, Vivendo, Babbaertstraat, 29 sociale woningen - 2015.

## Publicaties
- Restauratie van het "Leenhof" te Assebroek, in: Arsbroek, 1984.
- (samen met Miek Goossens) De restauratie van ‘De Olifant’ in Brugge, in: M&L, jaargang 4.